# Combat du Fedj Zezoua
Guerre d'Algérie
Batailles
- Toussaint rouge
- Opération Eckhmül
- Opération Aloès
- Opération Véronique (en)
- Opération Violette
- Massacres d'août 1955 dans le Constantinois
- Opération Timgad
- Bataille d'El Djorf
- Opération Oiseau bleu
- Embuscade de Palestro
- Bataille d'Alger
- Bataille de Bouzegza
- Bleuite
- Bataille de Timimoun
- Bataille des Frontières
- Combat du Fedj Zezoua
- Coup d'État du 13 mai 1958
- Opération Résurrection
- Opération Couronne
- Opération Brumaire
- Plan Challe
- Opération Jumelles
- Semaine des barricades
- Manifestations de décembre 1960
- Putsch des généraux

- Bataille de Bab El Oued
- Fusillade de la rue d'Isly
- Massacre d'Oran

Le combat du Fedj Zezoua  est livré le 12 février 1958, dans la forêt de Beni-Mezline, à l'est de Guelma, durant la Guerre d'Algérie. Deux bataillons (katibas) de l'ALN (Armée de libération nationale algérien), retranchées sur les pentes du col de Fedj Zezoua, sont attaquées par le 1er REP (régiment étranger parachutiste) du colonel Jeanpierre. L'engagement débute à 7 heures du matin avec un premier assaut de la 3e compagnie qui réussit à emporter les premières lignes de défense adverses et à atteindre la ligne de crête, où elle est stoppée par un feu nourri d'armes automatiques. 
À la demande du colonel Jeanpierre, l'aviation intervient et pilonne à la roquette les positions des maquisards algériens . Simultanément la 2e compagnie se place en appui de la troisième alors que la 1re compagnie est héliportée au plus près de la bataille. À 15 heures, les légionnaires lancent un assaut général qui submerge les combattants de l'ALN algérien.

## Bilan
Les combattants algériens comptent 47 tués dans le combat, tandis que les hommes du 1er REP ont 2 tués et 10 blessés.